# ماتیاس نانی
ماتیاس ژرمن نانی (انگلیسی: Matías Germán Nani؛ زادهٔ ۲۶ مارس ۱۹۹۸) بازیکن فوتبال اهل آرژانتین است که در پست مدافع میانی برای باشگاه الغرافه در لیگ ستارگان قطر بازی می‌کند.